# Petlenuc
Patnetac (Petlenuc), nekadašnje selo Yelamu Indijanaca (Costanoan) koj se nekad nalazilo unutar današnjeg San Francisca, u blizini na Crissy Fieldu kod Presidia.
Naziv Petlenuc označava i Yelamu kraj i sela na sjeverozapadu poluotoka San Francisco. Ovaj kraj, je prema arheologiji naseljen još od davnina na što upućuju tri humka školjaka imenovana SFR-7, SFR-9, i SFR-129. Najranije Petlnuc naselje datira iz 740., a najnovije iz 1350. pa do kolonizacije.